# Motorówki cumownicze projektu M35/MW

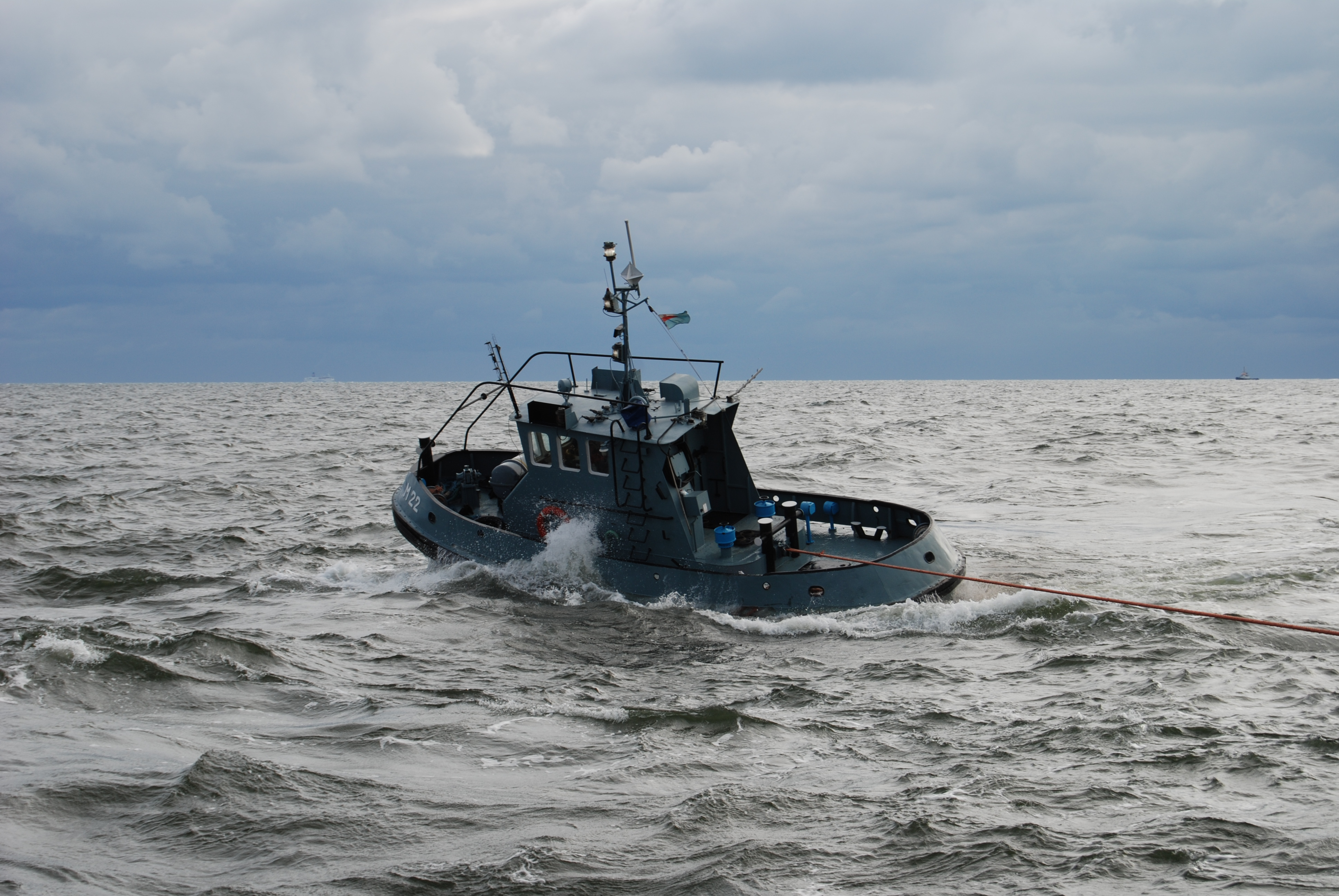
Motorówka M-22 podczas prac holowniczych

Motorówki cumownicze projektu M35/MW – seria siedmiu, polskich pomocniczych jednostek pływających – motorówek cumowniczych zbudowanych w Tczewskiej Stoczni Rzecznej dla Marynarki Wojennej.

## Historia
W 1982 roku Tczewska Stocznia Rzeczna wybudowała motorówkę cumowniczą dla Stoczni Gdańskiej motorówkę cumowniczą o nazwie „Emilka”. W związku ze zwiększonym zapotrzebowaniem na pomocnicze jednostki pływające dla Marynarki Wojennej, postanowiono wybudować serię podobnych jednostek dla floty wojennej w oparciu o motorówkę „Emilka”. W 1983 roku na zlecenie Marynarki Wojennej rozpoczęto budowę serii jednostek oznaczonych jako projekt M35/MW. W latach 1983–1985 wybudowano siedem jednostek powyższego projektu: M-12, M-21 i M-30, które trafiły do 42. Dywizjonu PJP w 8 Flotylli Obrony Wybrzeża, M-5 i M-22 dla 45. Dywizjonu PJP 3 Flotylli Okrętów, M-29 dla 43. Dywizjonu PJP 9 Flotylli Obrony Wybrzeża oraz M-36, która trafiła z kolei do Okrętów Dywizjonu Ochrony Pogranicza z Gdańska-Westerplatte (w 1991 roku przekazana do Straży Granicznej i przemianowana najpierw na SG-36, potem na SG-036). W służbie pozostają 3 motorówki projektu M-35/MW: M-12, M-21 w składzie 8 FOW w Świnoujściu oraz M-22 w składzie 3 FO w Gdyni .

## Konstrukcja
Motorówki projektu M35/MW to pomocnicze jednostki pływające o długości 10,75 m, szerokości 4,31 m oraz zanurzeniu wynoszącym 1,55 m. Przeznaczone są do pełnienia prac cumowniczych, holowniczych oraz manewrowych w portach, zatokach oraz wodach śródlądowych. Napęd stanowi zespół napędowy PZM Puck Delfin 2, składający się z jednego silnika wysokoprężnego SW680 o mocy 165 KM, który za pośrednictwem przekładni redukcyjno-nawrotowej, napędzał jedną linię wału napędowego zakończoną stałą śrubę napędową w dyszy Korta. Energię elektryczną zapewniała prądnica zabudowana w zespole napędowym o mocy 1,68 kW.  
Jednostki te są wyposażone w urządzenia kotwiczno-cumownicze i holownicze zapewniając uciąg na palu wynoszący 2,5 t. Dodatkowo konstrukcja kadłuba umożliwia kruszenie lodu w basenach portowych. Kadłub motorówek podzielony jest na cztery przedziały wodoszczelne: skrajnik dziobowy, pomieszczenie załogi, pomieszczenie siłowni oraz ładownię będącą jednocześnie skrajnikiem rufowym. W pokładówce znajduje się sterówka oraz kabina sanitariatu. Kabina załogi ma cztery miejsca, z czego załoga jednostek liczy 3 osoby (jedno miejsce przygotowane jest dodatkowo). Jednostki te są w stanie na swoich pokładach przewozić 7 osób lub 2,5 tony ładunku. Zapas paliwa zapewnia możliwość nieprzerwanej pracy jednostek, przy pełnej mocy, przez 90 godzin.